# Park im. Stefana Wiecheckiego „Wiecha”
Park im. Stefana Wiecheckiego „Wiecha” – park w warszawskiej dzielnicy Targówek położony pomiędzy ulicami Kołową, Remiszewską, Ossowskiego i Handlową. Zajmuje powierzchnię 5,9 hektara.

## Opis
Park powstał w latach 1961–1963, początkowo jako zieleniec wokół Domu Kultury na Targówku. Od roku 1996 rozbudowywany, w latach 2001–2006 został gruntownie zmodernizowany, wybudowano nowe pergole, fontanny, zegar słoneczny, ozdobne ławki i latarnie, a także ozdobną nawierzchnię i schody.
Nazwa upamiętnia warszawskiego pisarza i publicystę Stefana Wiecheckiego.
Na terenie parku znajduje się teatr Rampa, ujęcie wody oligoceńskiej, boisko do koszykówki, wydzielony tor do jazdy na wrotkach, plac zabaw dla dzieci, siłownia plenerowa, stacja roweru miejskiego Veturilo oraz ogrodzony wybieg dla psów.

## Galeria

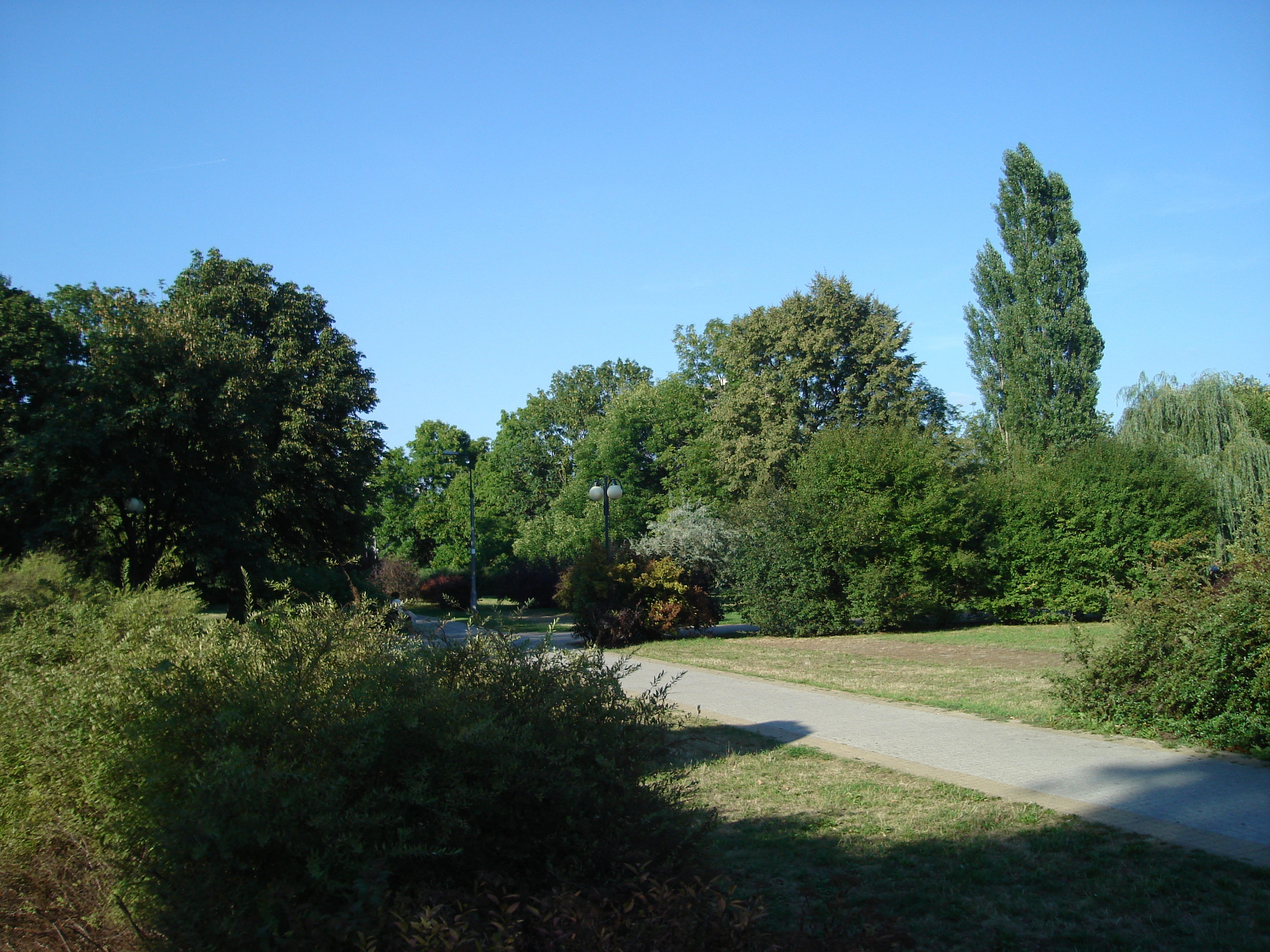
Alejka
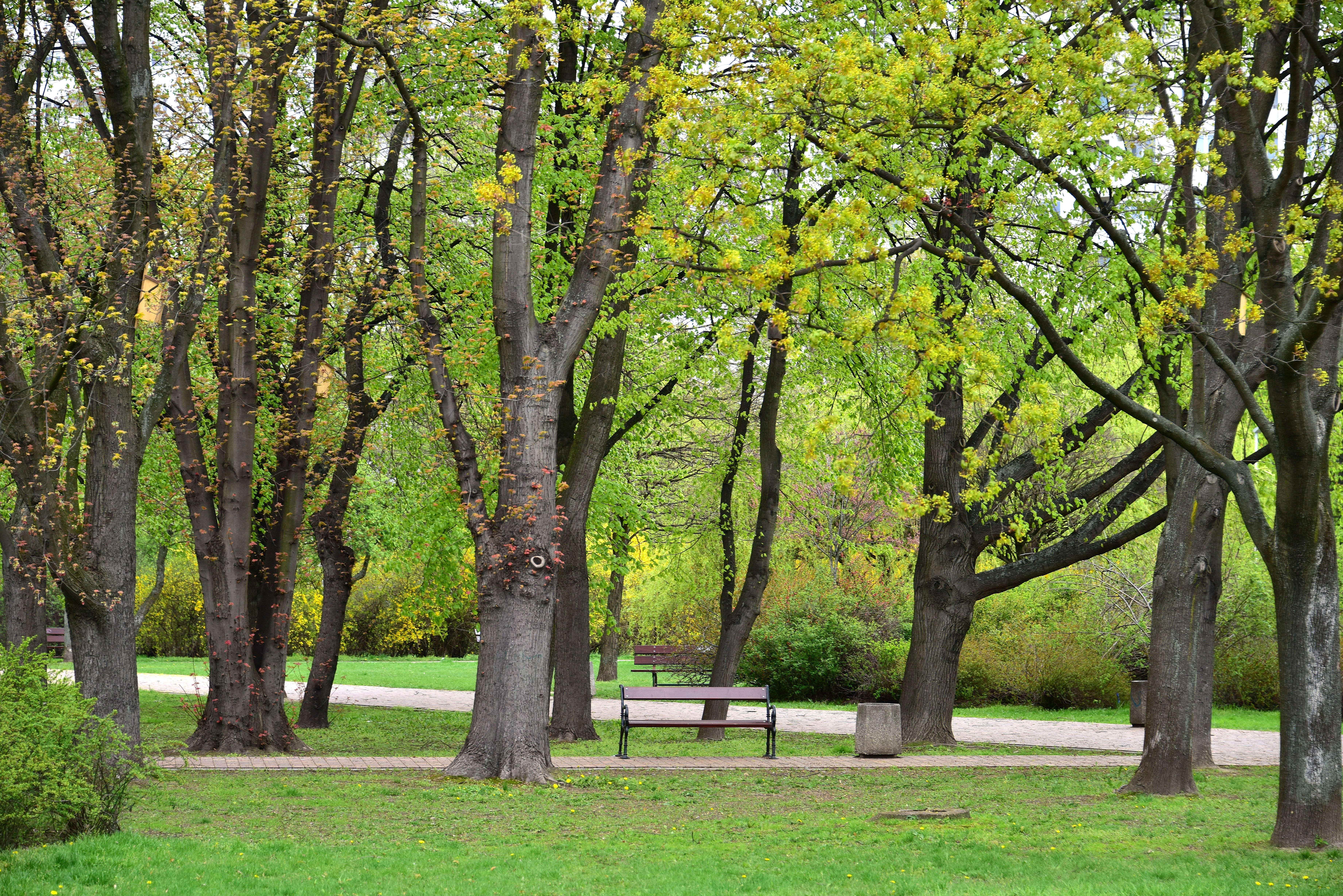
Fragment parku
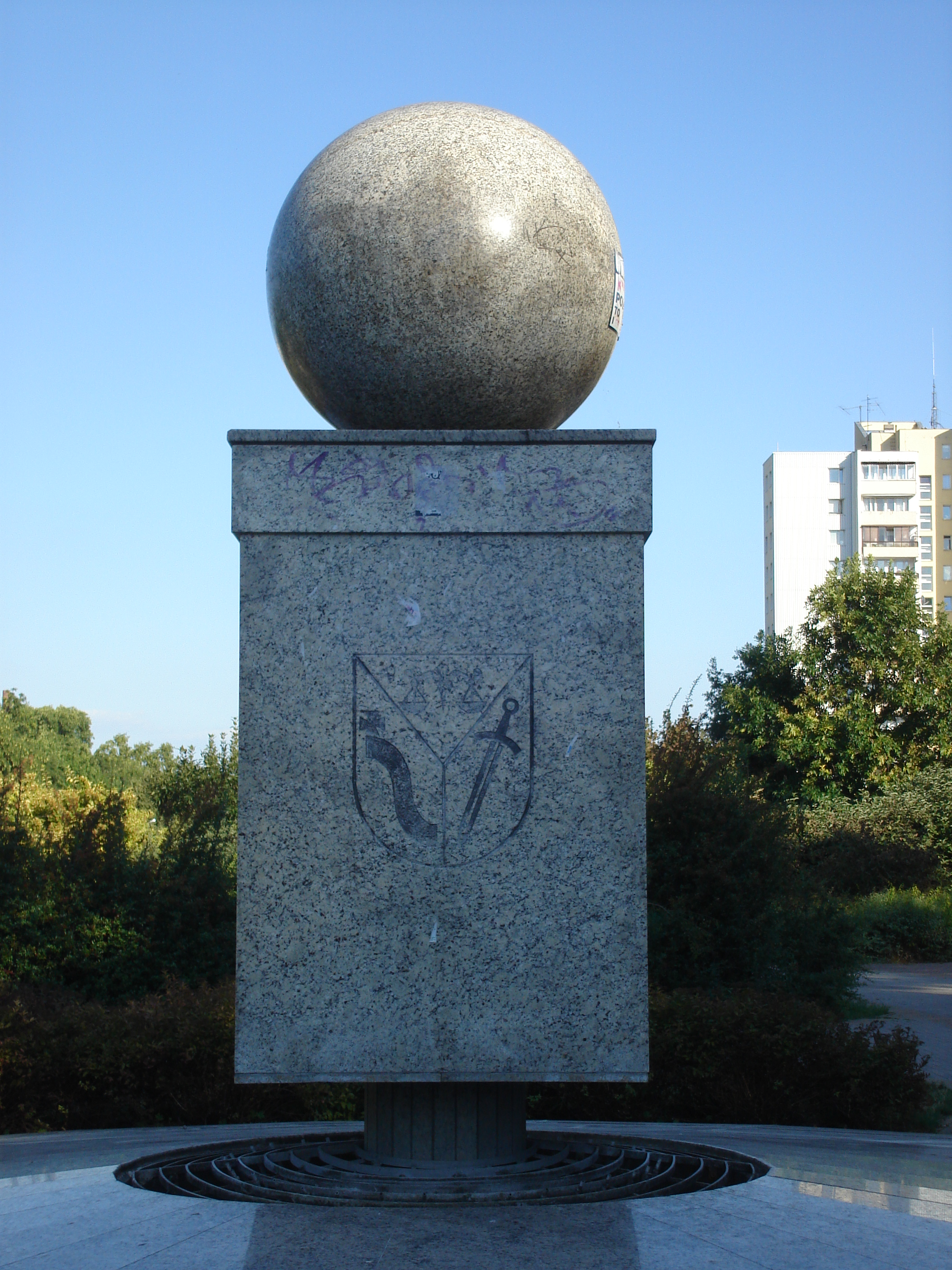
Herb Targówka
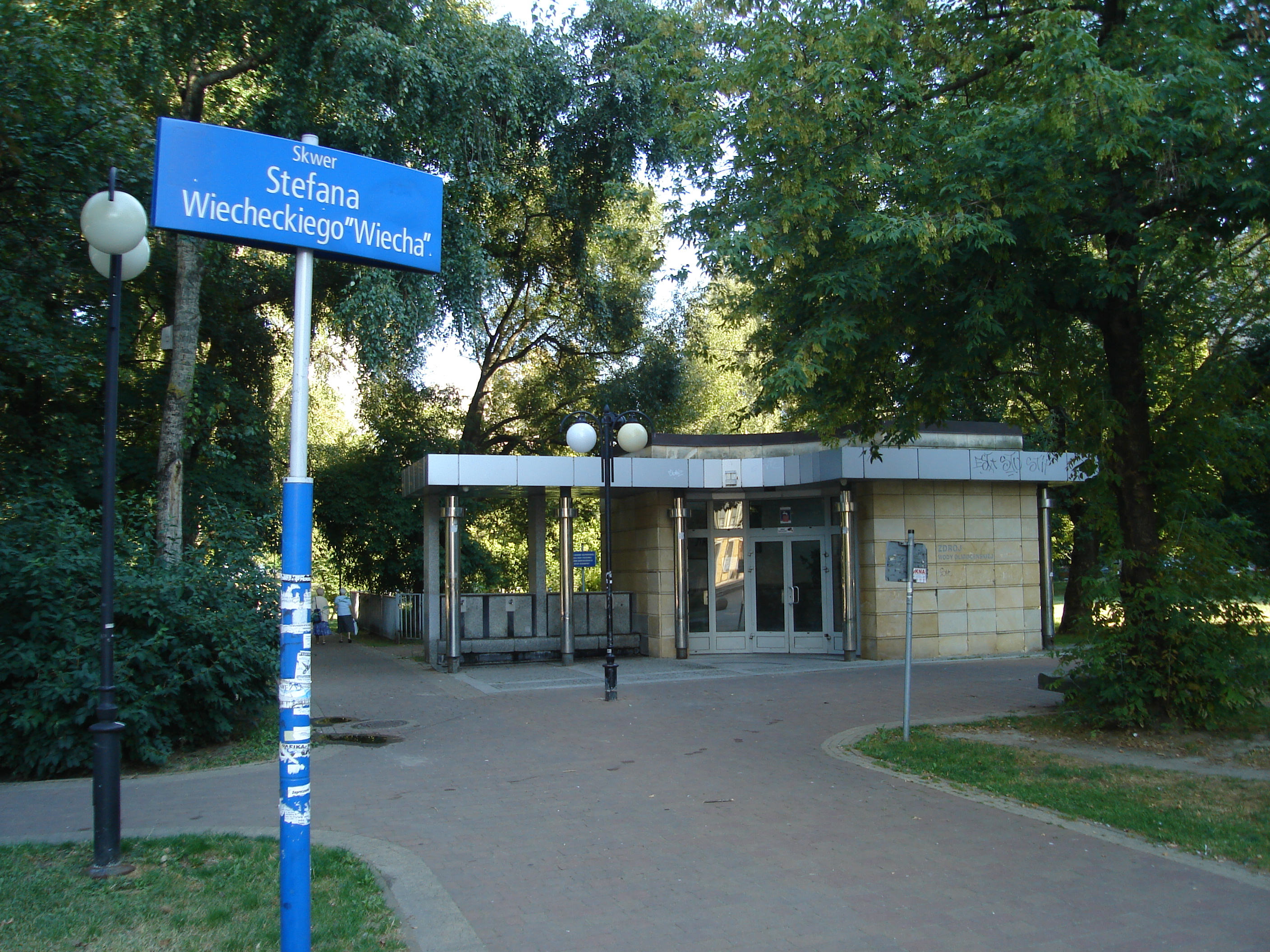
Ujęcie wody oligoceńskiej
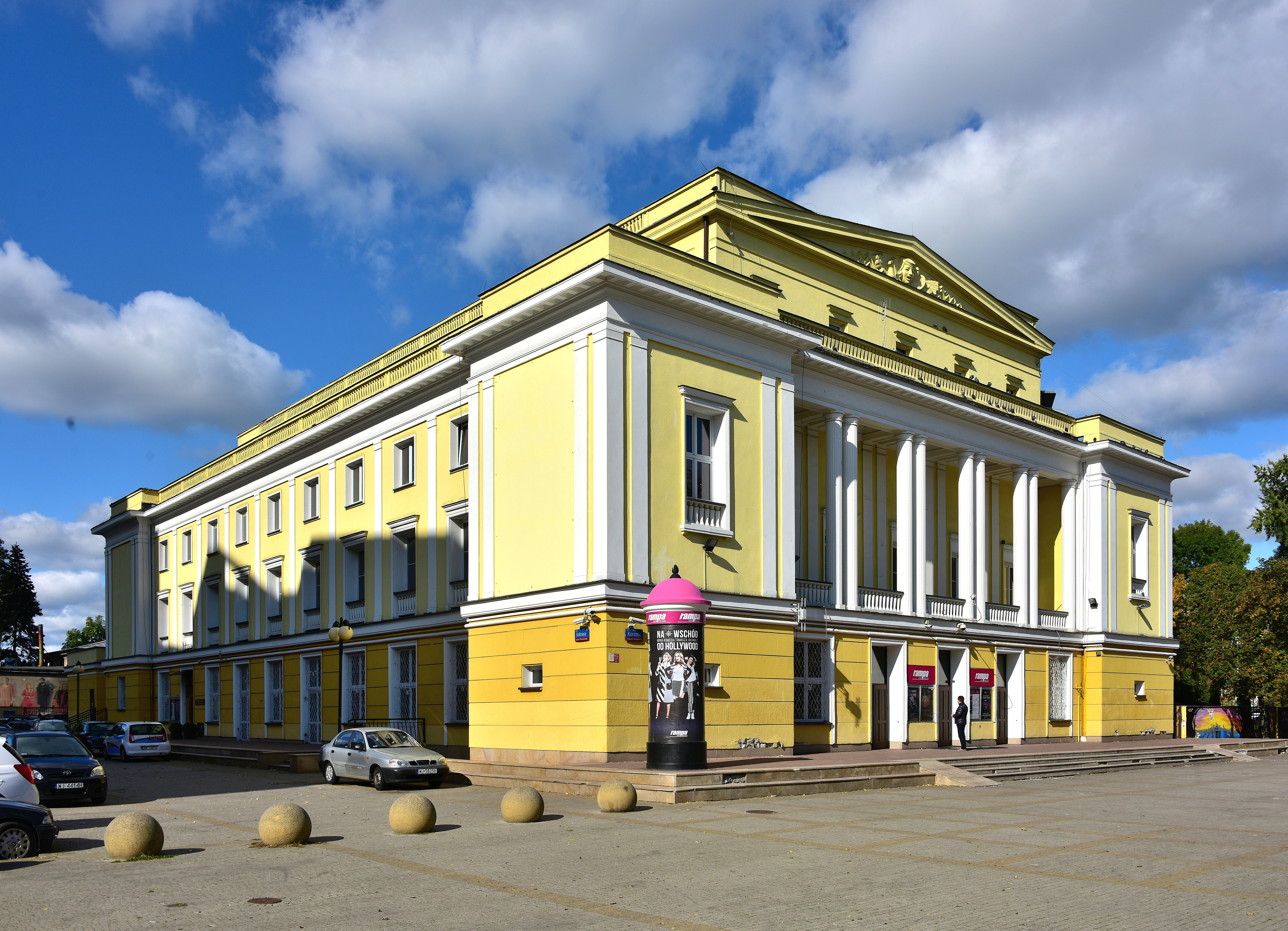
Teatr Rampa
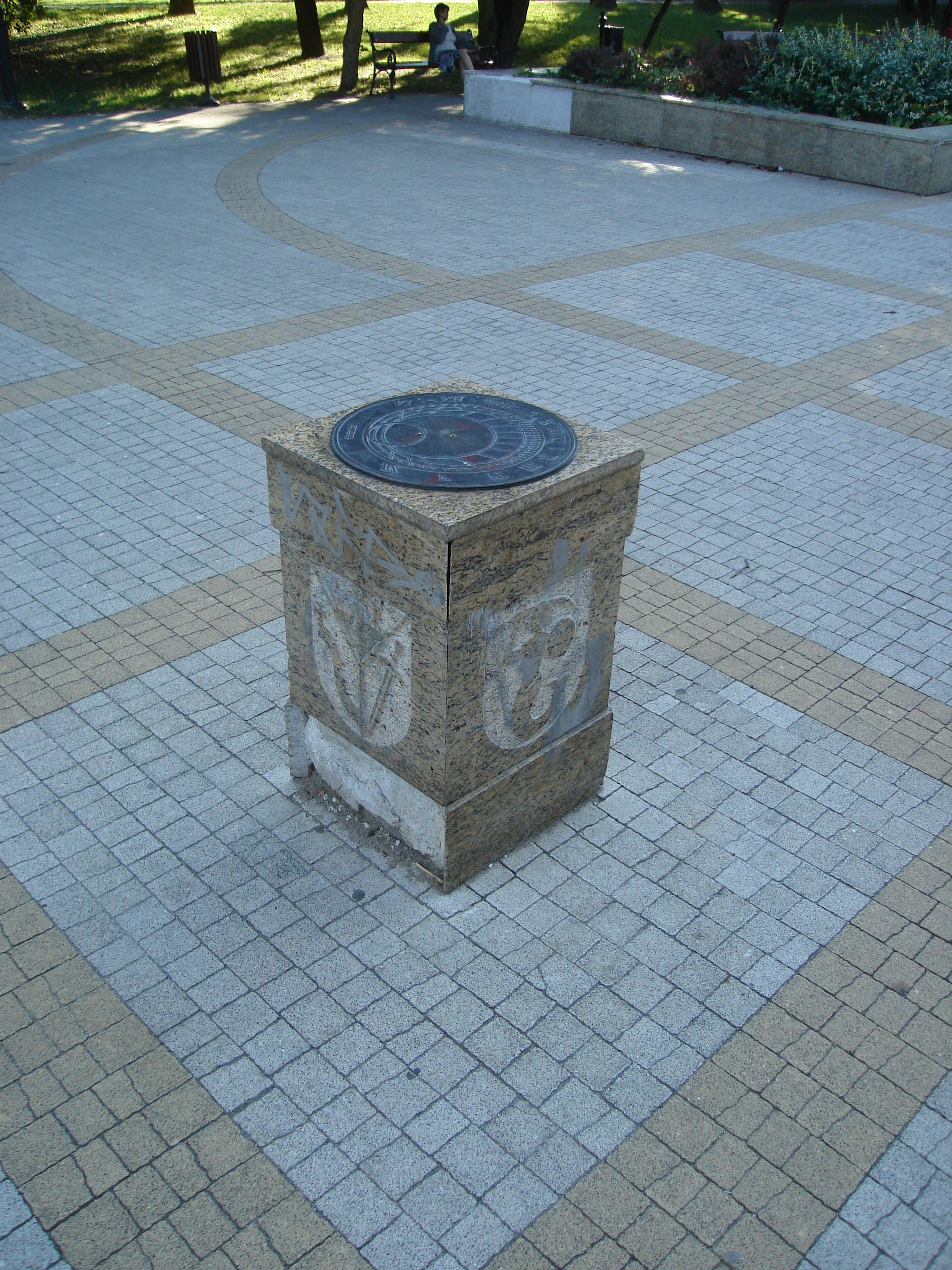
Zegar słoneczny